# إيفان راميز
إيفان راميز (بالبرتغالية: Ivan Mariz‏) (16 يناير 1910 في بيليم ، البرازيل – 13 مايو 1982 في ريو دي جانيرو ، البرازيل) لاعب كرة قدم برازيلي راحل كان يجيد اللعب في خط الوسط . لعب طوال مسيرته الرياضية في نادي فلومينينسي وحقق معه بطولة ولاية ريو دي جانيرو سنة 1936 شارك مع منتخب البرازيل في بطولة كأس العالم لكرة القدم 1930 التي أقيمت في الأوروغواي وخرج من الدور الأول .